# 塞缪尔·邓恩
塞缪尔·邓恩（Samuel Dunn，1723年—1794年），英国数学家、 教师、制图师和业余天文学家。

## 生平

### 早年
他出生于英國德文郡克雷迪頓，并于1723 年2月7日在那里受洗。他的父亲于 1744年在克雷迪頓去世。

### 在伦敦的生活
邓恩于1751年12月移居伦敦，在不同的学校任教。 

塞缪尔·邓恩於1757年繪製的地圖

邓恩於1758年成为切尔西一所学院院长。那里有一个天文台。 
1760年1月1日，他观测到一颗彗星。
1763年，邓恩与伊丽莎白·哈里森结婚。1763年底，他離開切尔西，并前往肯辛顿附近的一個地方居住。 1764 年，他前往法国旅行。 

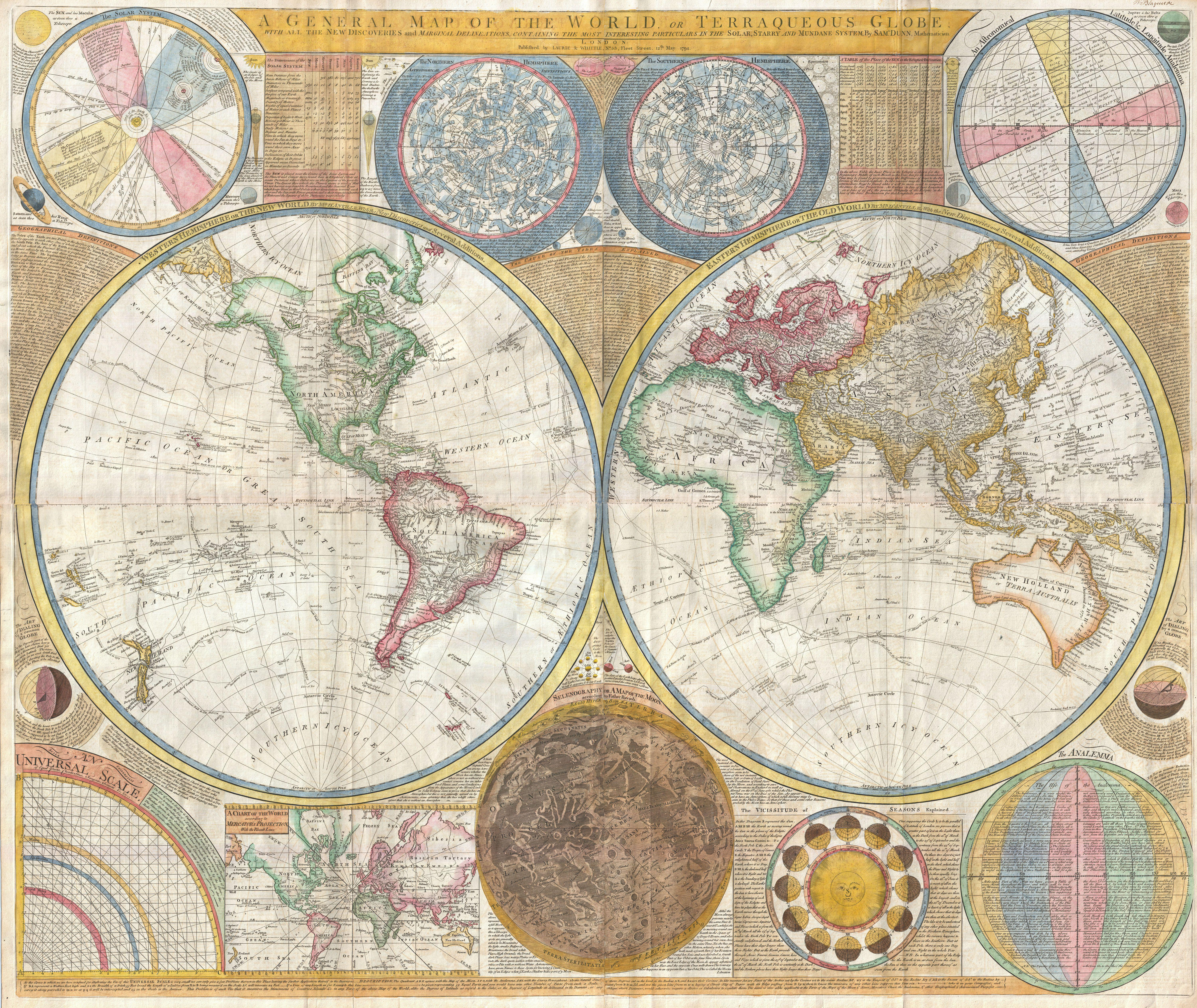
1794年，塞缪尔·邓恩繪製的的世界地图，該地圖上還有星图、月球地图、太阳系地图

### 死亡
他于1794 年1月去世。